# Brasiliens demografi
Brasiliens demografi övervakas av statistikmyndigheten IBGE (portugisiska: Instituto Brasileiro de Geografia e Estatística). År 2020 var Brasiliens befolkning 211 487 000, vilket gör landet till världens 6:e folkrikaste land. Befolkningen är heterogen, där stora delar av befolkningen framför allt härstammar från européer, ursprungsfolk och afrikaner, vilket historiskt medfört assimilering av kulturer. Brasilien har genomfört periodisk befolkningsräkning med start år 1872. Sedan 1940 genomförs folkräkningar var tionde år.
År 1900 var befolkningen 17 438 434, för att hundra år sedan uppgå till 169 590 693.